# 和瀬バイパス
和瀬バイパス（わせバイパス）は、鹿児島県奄美市名瀬から同市住用までの国道58号のバイパス。和瀬峠の下をトンネルで抜ける道路で通称、奄美ふれあいロードとも呼ばれる。

## 概要
所要時間短縮と交通量の増加に対応するため、カーブの多い旧和瀬隧道(和瀬峠)をトンネルで抜けるバイパスが計画され整備された。新和瀬トンネルと小和瀬トンネル、城トンネルの3つのトンネルを主体として構成されており、中でも新和瀬トンネルは奄美諸島周辺で共用しているトンネルの中では２番目の長さを誇っている。

## トンネル

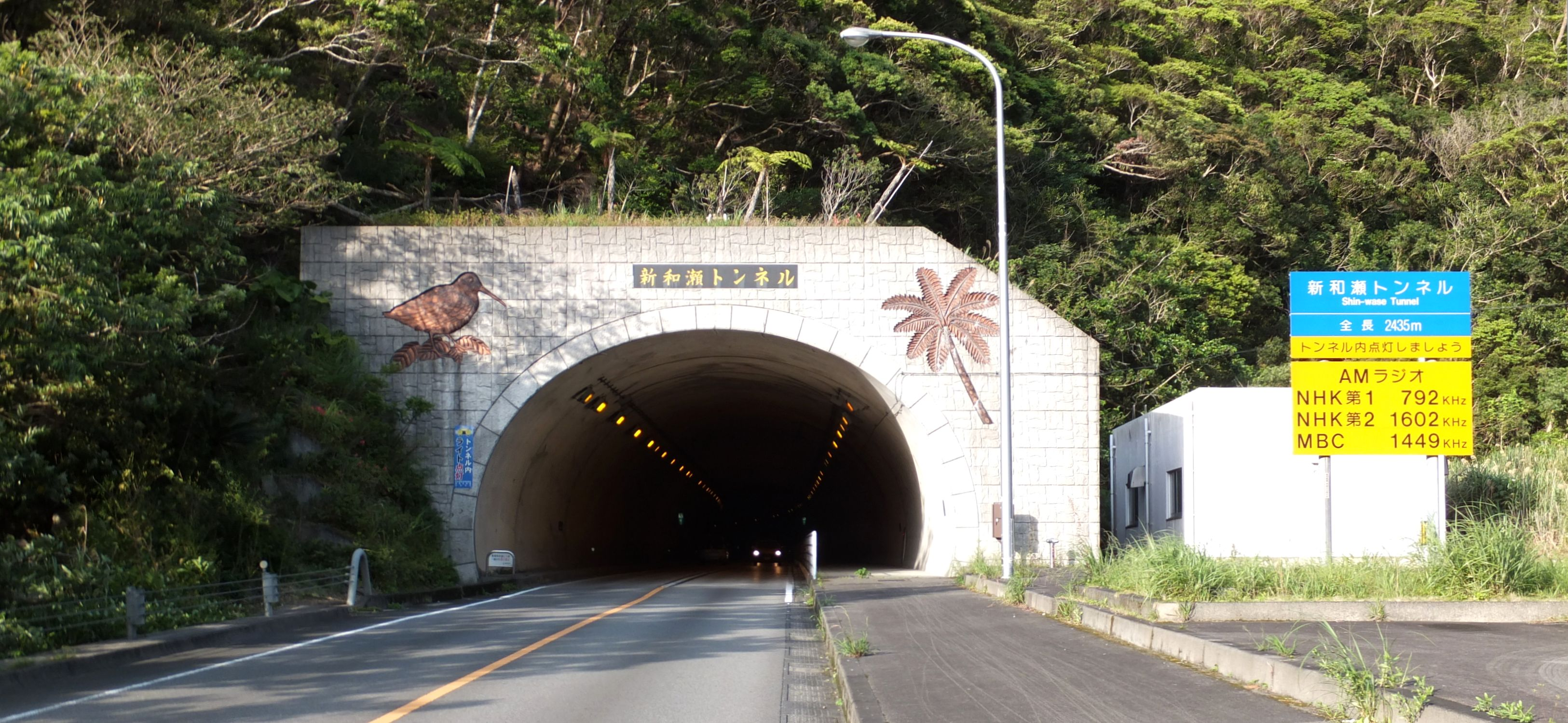
新和瀬トンネル

### 新和瀬トンネル
※詳しくは、新和瀬トンネルを参照。
- 起点：鹿児島県奄美市名瀬朝戸
- 終点：鹿児島県奄美市住用和瀬
- 開通：2001年（平成13年）8月29日
- 全長：約2,435m
- 2車線道路

### 小和瀬トンネル
- 起点：鹿児島県奄美市住用町和瀬
- 終点：鹿児島県奄美市住用町和瀬
- 開通：2001年（平成13年）8月29日
- 全長：約515m
- 2車線道路

|  |

### 城(グスク)トンネル

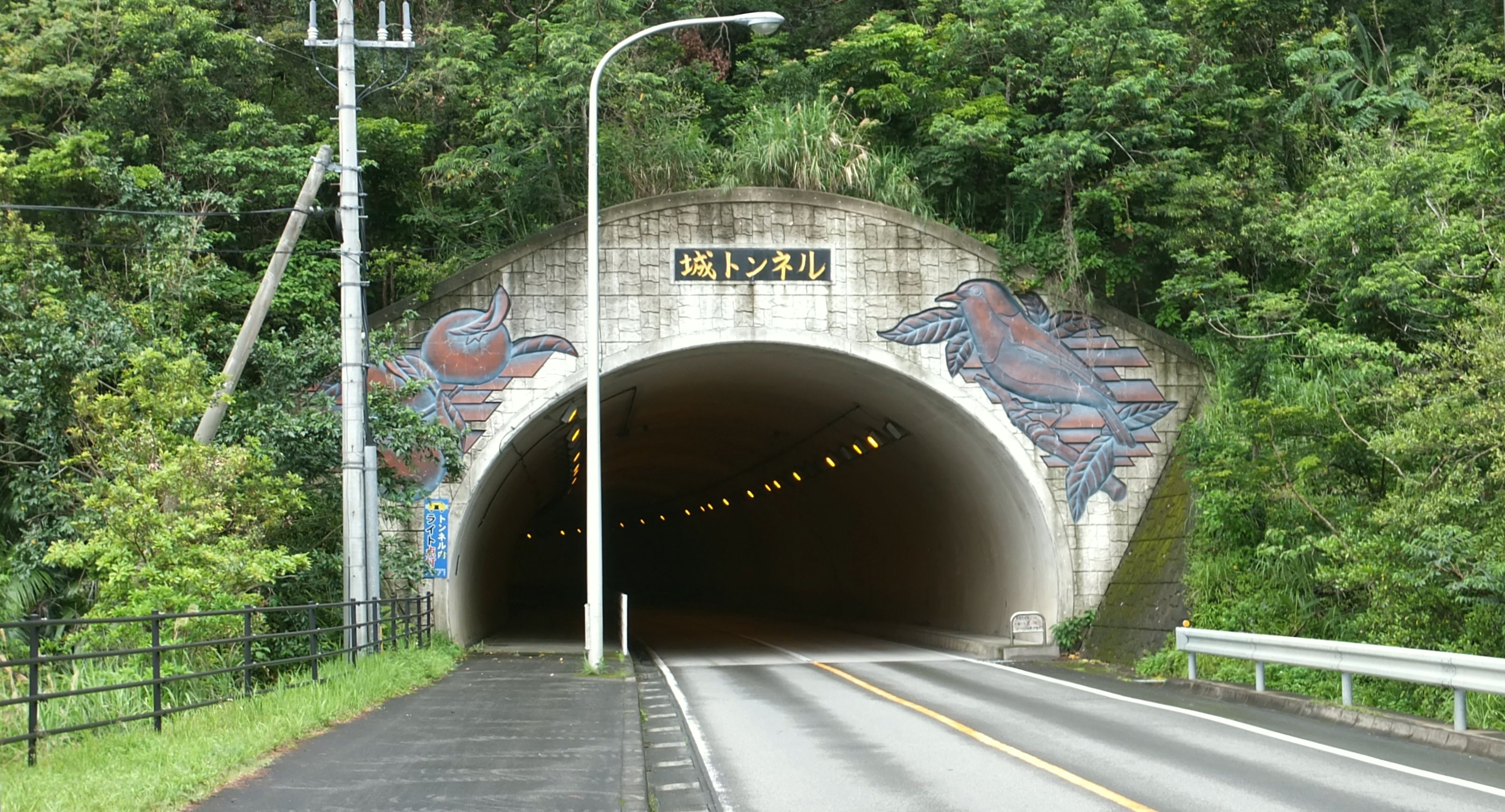
城トンネル東側

- 起点：鹿児島県奄美市住用和瀬
- 終点：鹿児島県奄美市住用大字城
- 開通：2001年（平成13年）8月29日
- 全長：約246m
- 2車線道路

## 沿革
- 1992年（平成4年）：工事開始。
- 2001年（平成13年）8月29日：新和瀬トンネルが開通しバイパスが完成。

## 区間
- 始点：鹿児島県奄美市名瀬朝戸
- 終点：鹿児島県奄美市住用大字城

## 周辺
- 和瀬峠
- 小和瀬海岸
- 住用湾

## 隣
国道58号
三太郎トンネル -  和瀬バイパス(城トンネル - 小和瀬トンネル - 新和瀬トンネル) - 朝戸トンネル